# Eimeria tenella
Eimeria tenella – należy do królestwa protista, rodziny Eimeriidae, rodzaj Eimeria. Wywołuje u kur chorobę pasożytniczą - kokcydiozę. Eimeria tenella pasożytuje w jelicie ślepym. Wysoce patogenna.